# Russian Bears Motorsport

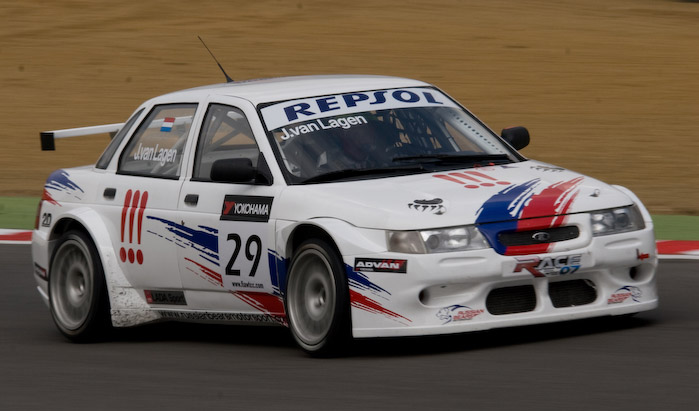
Jaap van Lagen i en Lada 110 på Brands Hatch 2008.

Russian Bears Motorsport är ett ryskt racingteam som är baserat i Moskva. Det grundades av Viktor Sjapovalov, 2007, som tidigare tävlade för teamet. De körde i WTCC under namnet LADA Sport mellan åren 2007 och 2009. Senast tävlade de med LADA Priora, men tidigade med BMW 320is och LADA 110. Till säsongen 2010 drog de sig ur WTCC, då LADA Sport satsat alla sina pengar på Renaults formel 1-stall.
De har även tävlat i Dutch Supercar Challenge.